# HMS Jasmine (K23)
HMS Jasmine (K23) je bila korveta razreda flower Kraljeve vojne mornarice, ki je bila operativna med drugo svetovno vojno.

## Zgodovina
11. septembra 1948 so ladjo prodali za razrez.